# Rejtélyek Tesz-Vesz városban
A Rejtélyek Tesz-Vesz városban (eredeti címén Busytown Mysteries) amerikai-brit-kanadai televíziós rajzfilmsorozat, amely Richard Scarry Tesz-Vesz város című könyvei alapján készült, és a Tesz-Vesz város folytatása.  Amerikaban, Britában, és Kanadában 2008. szeptember 20. és 2011. október 22. között a Cartoon Network , CBeebies, és CBC Television vetítette. Magyarországon korábban a Minimax és az M2 adta le. Jelenleg a JimJam sugározza új szinkronnal.

## Ismertető
Tesz-Vesz városban Cicó, Cicus és Egon gyakran egy rejtélyt fedeznek fel. Bogi ekkor előjön a Tesz-Vesz városi fülbe bogár hírekkel. Cicó ekkor elárulja mi a következő megoldandó rejtély. Együtt közösen próbálják meg kideríteni a rejtélyt. Segít Poca és Dafke is. A várost sokfelé körbejárják és érdeklődnek a város lakóitól a rejtélyek iránt. Sok ismeretet adó látszatok során végül mindig kiderítik a sok titokzatos rejtélyt. Amikor a rejtély megoldódik Bogi megkérdezi Cicótól, hogy mire jutottak nyomozásuk során. Cicó ekkor elmeséli a nyom követések alapján, hogy hogyan oldották meg a rejtélyt.

## Szereplők

### Főszereplők
- Cicó (Huckle, Virgonc) – Cicus fiútestvére, aki a Tesz-Vesz város-i rejtélyek megoldásával foglalkozik.
- Cicus (Sally, Cili) – Cicó lánytestvére, aki segít neki a rejtélyek megoldásában.
- Egon (Tekergő, Kukacka, Csúszimászi, Sajtkukac) – Cicó és Cicus barátja, aki segít Cicónak a rejtélyek megoldásában.
- Poca – (Berci) A zöld ruhás malac, aki Dafke ikertestvére. Veszekszik Dafkéval, többnyire bajt csinál.
- Danke – (Durci) A piros ruhás malac, aki Poca ikertestvére. Veszekszik Pocával, többnyire bajt csinál.
- Bogi – Egy bogár, aki a Tesz-Vesz városi fülbebogár-hírek riportere. Megjelenik a rejtélyek felfedezésekor és megoldásakor.

### Mellékszereplők
- Hilda Hyppo – A víziló, aki Tesz-Vesz városi lakos.
- Eli – Az elefánt, aki a Tesz-Vesz Pékség alkalmazottja.
- Cicapapa – Cicó és Cicus apja, a Tesz-Vesz városi élelmiszerboltot vezeti.
- Cicamama – Cicó és Cicus anyja, otthon a házimunkát végzi.
- Ólasi bácsi (1. évad)/Ólasi úr (2. évad) – A házi malac. Zöld öltönyt visel, és gyakran kergeti a kalapját. Van egy ubimobilja is.
- Szőrmók bácsi (1. évad)/Agyar úr (2. évad) – A vadmalac.
- Fúrfarag bácsi (1. évad)/Buhera mester (2. évad) – Egy róka, aki szerelő Tesz-Vesz városban.
- Csuhé Mester – Egy malac, aki a farmon gondozza a teheneit.
- Rudolf von Repcsi – A repülőgép-vezető róka. Csak egy epizódban (Óriás veszedelem) tűnik fel, amikor sikertelenül próbál meg egy hőlégballont vezetni.
- Murphy őrmester (1. évad)/Szimat őrmester (2. évad) – A rendőrkutya, aki forgalmat irányítja Tesz-Vesz városban.

## Magyar hangok
[forrás?]
- Cicó – Molnár Levente
- Cicus – Kardos Eszter
- Egon – Seszták Szabolcs
- Poca – Kilényi Márk (1. évadban), Mezei Kitty (2. évadban)
- Dafke – Gubányi György
- Hilda – Mezei Kitty (1. évadban), Vadász Bea (2. évadban)
- Bogi – Kapácsy Miklós

## Epizódok
| 1. A nagy alma / Az eltűnt ubimobil 2. A kerék / A festékfolt 3. Az elveszett papagáj / A szörnyeteg 4. A nagy buborék-rejtély / Az árva kis tojás 5. Szellemjárás a világítótoronyban / Kukorica kalamajka 6. A ragacs-rejtély / Fel, fel a magasba 7. Hat pici muffin / A konzerv-piramis rejtélye 8. A láthatatlan sütitolvaj / A költözés 9. Szemetelő vadászat / Óriásveszély 10. Majomparádé / A titkos klub rejtélye 11. A játszótér rejtélye / A nagy órakavarodás rejtélye 12. A sajt-autó rejtélye / Hova tűnt a hős? 13. A szeletelhetetlen kenyér rejtélye / A kacskaringós záróvonal rejtélye 14. A lánc rejtély / A befejezetlen festmény rejtélye 15. A szép park rejtélye / A hiányzó szobor rejtélye 16. Az elveszett fejdísz / A bélyeg-rejtély 17. A rejtélyes üzenet / A repülő csészealj rejtélye 18. A rejtélyes ajándék / A rejtélyes levél 19. A potyogó gyümölcs rejtélye / A sárkányvadászok 20. A kiszáradt úszólyuk / Az elveszett tűzoltófecskendő rejtélye 21. Az eltűnt bútorok rejtélye / A pörgő, forgó, repülő rejtély 22. A népszerűtlen pizzéria rejtélye / A bolondos madárijesztő rejtélye 23. Hova tűnt az almaautó? / A piszkos ruhák rejtélye 24. A nyolc cipő rejtélye / A rejtélyes erdei lény 25. A kölcsönzött könyv rejtélye / Az eltűnt könyvek rejtélye | 1. A rejtélyes magasugró / A nyári hóember rejtélye 2. A morgó múmia rejtélye / Téves riasztás 3. A színváltós trikó rejtélye / A rejtélyes fémujj 4. Az elveszett vázlatfüzet / A hideg-meleg rejtélye 5. Az eltűnt golflabdák rejtélye / A elveszett kincs rejtélye 6. A hiányzó süti jegy rejtélye / A széttört hajó rejtélye 7. A széttaposott homokvár / A különös sítalpnyomok rejtélye 8. Az eltűnt baba rejtélye / Az eltűnt járgány rejtélye 9. A Tesz-vesz tó szörnye / Ki ez az ügyetlen sofőr? 10. Az eltűnt ugróiskola rejtélye / A elrejtett kincs rejtélye 11. Az elhagyott fényképezőgép rejtélye / A zseléscukorka-lista rejtélye 12. Az elveszett kulcs / A kopogtató rejtélye 13. A piros-pötty festő rejtélye / Az icipici zongora rejtélye 14. A letaposott búzaföld rejtélye / A repülő krumplik rejtélye 15. Az aranyhalak rejtélye / A rádióüzenet rejtélye 16. A számozott papírok rejtélye / A savanyú tej rejtélye 17. Késedelmes kiszállítás / A Tesz-vesz városi tündérek rejtélye 18. Az elveszett táska esete / A lapos kerék rejtélye 19. A lelakatolt rejtély / A piszkos autó rejtélye 20. A rejtélyes hapci / Hová lettek a kimosott ruhák? 21. Miért nincsenek ma újságok? / A rejtélyes nagy fog 22. A nagy 10-es rejtélye / Honnan jön a fütyülő hang? 23. A meghívó rejtélye / Egy kanálnyi rejtély 24. A Hú-hú-hú rejtély / Hová lett a polgármester? 25. Az almáskert űrhajósának rejtélye / Ki visz el mindent, ami piros? 26. Az alvó város rejtélye / Az összecserélt autók rejtélye 27. Hajókürt admirális emléktáblája / A titkos kémgyűrű |